# Sebastianskirche (Ingolstadt)

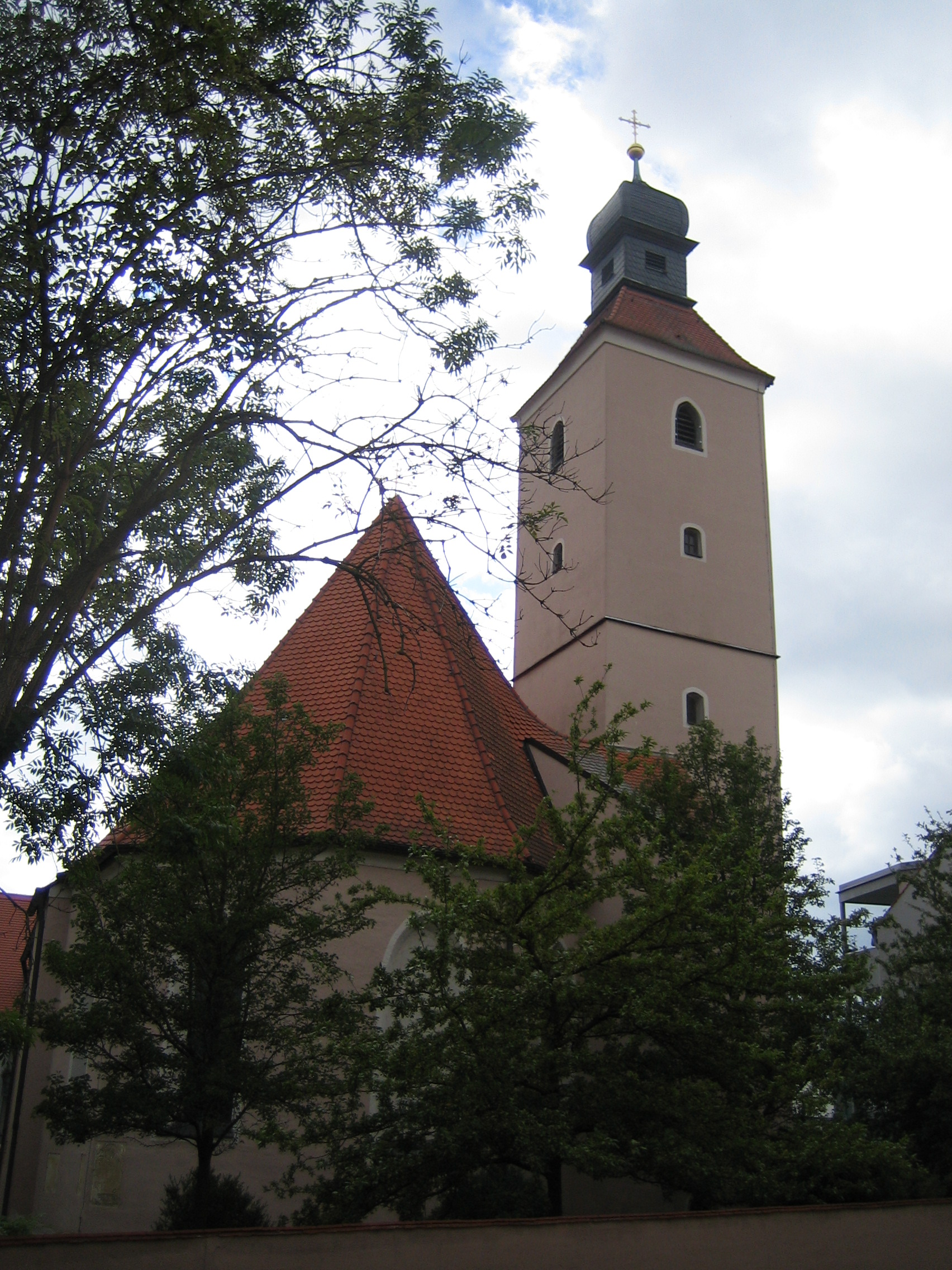
Außenansicht der Sebastianskirche

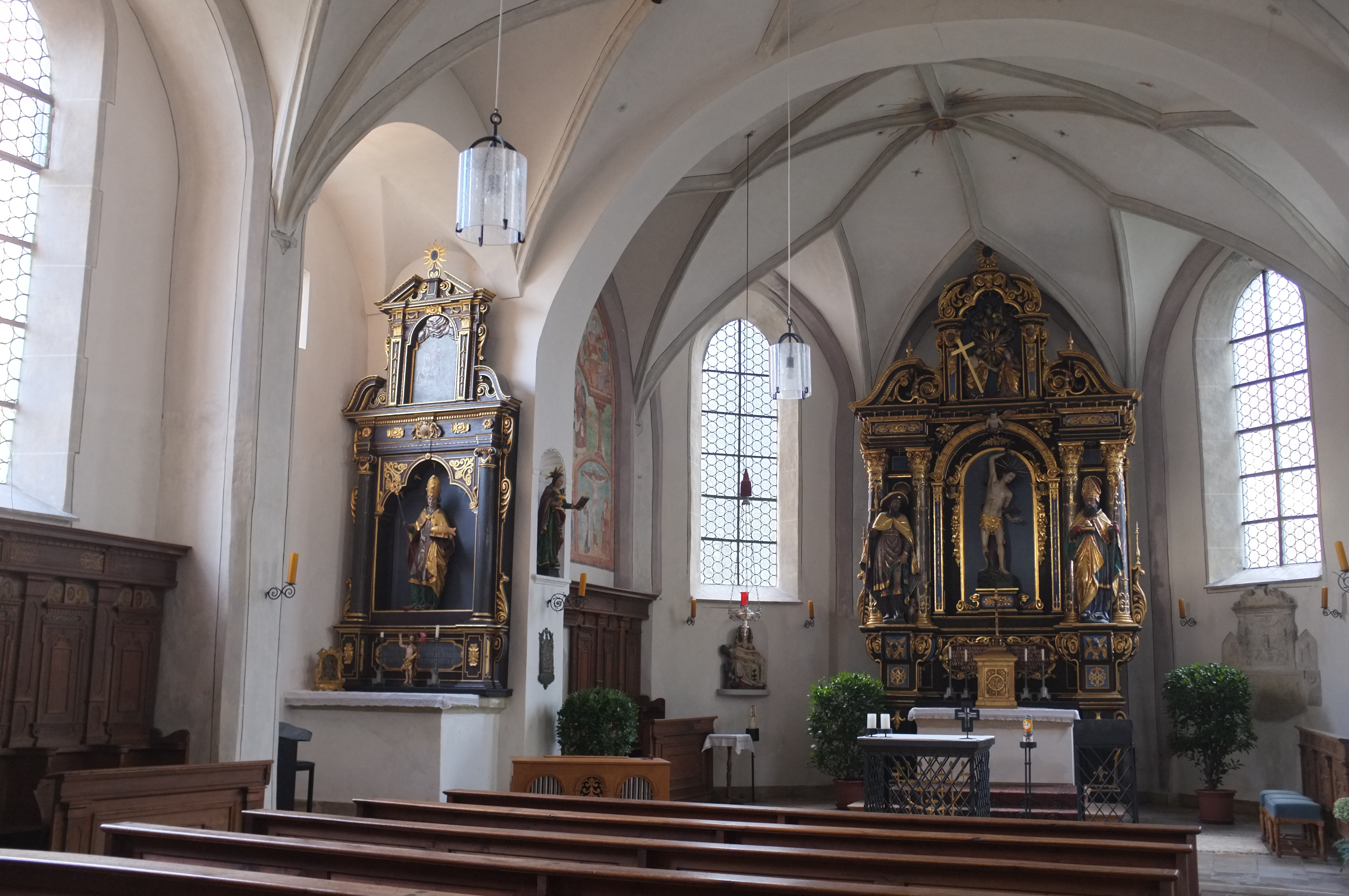
Innenansicht der Sebastianskirche

Die Sebastianskirche ist eine katholische Kirche in Ingolstadt, die als Pestkirche erbaut wurde. Sie ist dem Heiligen Sebastian, dem Schutzheiligen gegen die Pest, geweiht. Die Kirche gehört heute als Filialkirche zur Pfarrei St. Moritz.

## Geschichte
Der älteste Bestand der Kirche datiert aus dem späten 15. Jahrhundert, als die Kirche im spätgotischen Stil mit Spitzhaube erbaut wurde, wie auf dem Stadtmodell von Jakob Sandtner von 1572 erkennbar ist. Um 1634/35 wurde das Langhaus der Kirche unter Leitung des Stadtmaurermeisters Jakob Gigl um ein Joch verlängert. Erweitert wurde die Kirche, um die ein Pestfriedhof angelegt war, aufgrund eines Gelübdes des Stadtrats von Ingolstadt während des Dreißigjährigen Krieges im September 1634, als die Pest in der Stadt besonders grassierte. Ebenfalls im Stil des Barocks wurde 1674 der Kirchturm mit einer Zwiebelhaube ausgestattet. Durch die Säkularisation war die Sebastianskirche vom Abriss bedroht, konnte jedoch durch die Sebastiansbruderschaft Ingolstadt 1804 erworben und 1834 renoviert werden. Zwischen 1986 und 1989 wurde die Sebastianskirche zuletzt umfassend nach Plänen des Ingolstädter Architekten Hans Zitzelsperger restauriert.

## Ausstattung

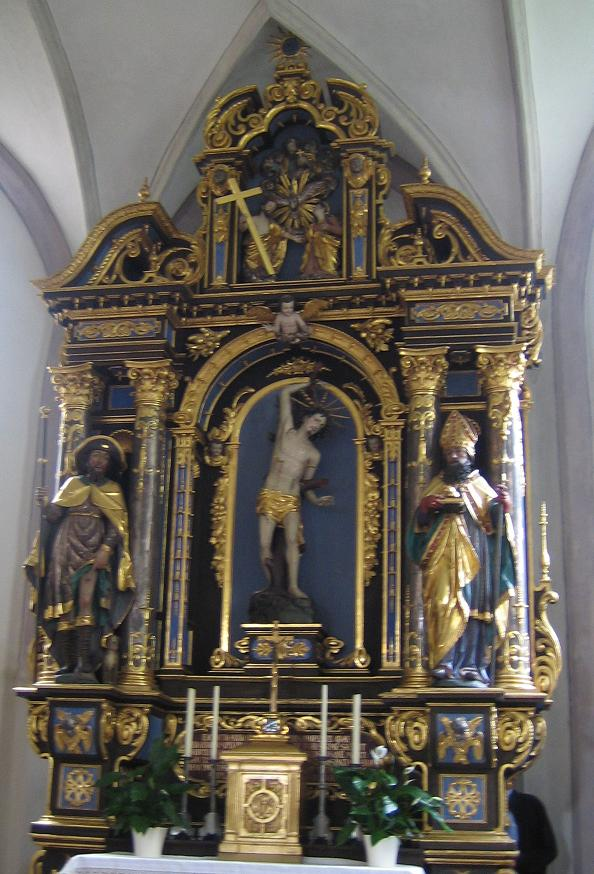
Hochaltar der Sebastianskirche

Bei Restaurierungsarbeiten im Jahr 1957 wurden zahlreiche Wandmalereien aus dem 16. Jahrhundert, darunter eine Darstellung der Kreuzabnahme von 1547, freigelegt. Die barocke Ausstattung der Sebastianskirche stammt überwiegend von dem Schreinermeister Ulrich Lempp und dem Bildhauer Hans Stelzer, der unter anderem die Statuen des Hochaltars schuf. Zudem sind heute noch 16 Epitaphe an den Innen- und Außenwänden der Kirche erhalten.

## Freundeskreis
Anfang 2009 wurde der Freundeskreis Sebastianskirche Ingolstadt e.V. gegründet. Dessen Ziele sind zum einen der Erhalt und die Ergänzung der Ausstattung der Kirche, zum anderen wollen die Mitglieder die Kirche in der Bevölkerung bekannter machen.